# Ludwig Berekoven
Ludwig Berekoven (* 28. Mai 1927 in Duisburg; † 5. Juli 2023) war ein deutscher Wirtschaftswissenschaftler und Hochschullehrer.

## Leben
Berekoven studierte Betriebswirtschaftslehre an der Friedrich-Alexander-Universität Erlangen-Nürnberg, 1960 schloss er sein Studium mit einer Promotion zum Thema Werbung für Investitions- und Produktionsgüter ab. Seine Habilitation erfolgte 1965, woraufhin er mehrere Lehrstuhlvertretungen übernahm. 1971 erhielt er einen Ruf an die Wirtschafts- und Sozialwissenschaftlichen Fakultät der Friedrich-Alexander-Universität Erlangen-Nürnberg, wo er bis 1989 den Lehrstuhl für Marketing, Internationales Marketing und Handel innehatte.
Er forschte und publizierte insbesondere zu betriebswirtschaftlichen und marktbezogenen Aspekten bei Dienstleistungsanbietern, Internationalem Marketing und Handelsmarketing sowie zu Methoden der Marktforschung.
Er starb am 5. Juli 2023 im Alter von 96 Jahren.

## Schriften (Auswahl)
- Die Werbung für Investitions- und Produktionsgüter, ihre Möglichkeiten und Grenze (Dissertationsschrift). Moderne Industrie, München 1961
- Grundlagen der Vermietung mobiler Güter. Vermieten und Mieten als betriebswirtschaftliches Problem. Girardet, Essen 1967
- Der Dienstleistungsbetrieb. Wesen, Struktur, Bedeutung. Gabler, Wiesbaden 1974. ISBN 3-409-33071-2
- Zur Genauigkeit mündlicher Befragungen in der Sozialforschung. Lang, Bern 1975. ISBN 3-261-00935-7
- Die Absatzorganisation. Planung, Aufbau, Führung. Herne, Berlin 1976. ISBN 3-482-57501-0
- Marktforschung (mit Werner Eckert und  Peter Ellenrieder). Gabler, Wiesbaden 1977. ISBN 3-409-36982-1. 12. Auflage 2009, ISBN 978-3-8349-1548-1
- Internationales Marketing. Gabler, Wiesbaden 1978. ISBN 3-409-30311-1
- Internationale Verbrauchsangleichung. Eine Analyse europäischer Länder. Gabler, Wiesbaden 1978. ISBN 3-409-61011-1
- Grundlagen der Absatzwirtschaft. Herne, Berlin 1978. ISBN 3-482-56391-8. 5. Auflage 1993: Grundlagen des Marketing, ISBN 3-482-56395-0
- Langfristige Wandlungen und Perspektiven im Markenartikelgeschäft. Markenartikel-Verlag, Wiesbaden 1978.
- Betriebslehre für den Drogeriewaren-Fachhandel. Hoffmann, München 1979. ISBN 3-87347-027-6
- Der Dienstleistungsmarkt in der Bundesrepublik Deutschland. Vandenhoeck und Ruprecht, Göttingen 1983. ISBN 3-525-13165-8
- Geschichte des deutschen Einzelhandels. Frankfurt am Main : Deutscher Fachverlag, Frankfurt am Main 1986. ISBN 3-87150-246-4. 4. Auflage 1988, ISBN 3-87150-288-X
- Zur Frage der Verwendungskontrolle im Selbstbedienungsgrosshandel. Lang, Frankfurt am Main 1987. ISBN 3-8204-1256-5
- Erfolgreiches Einzelhandelsmarketing. Beck, München 1990. ISBN 3-406-33896-8. 2. Auflage 1995, ISBN 3-406-38219-3